# István Gulyás
Istvan Gulyas (14 de octubre de 1931 - 31 de julio de 2000) fue un jugador de tenis de Hungría que se convirtió en el segundo jugador húngaro de la historia en alcanzar una final de un Grand Slam.

## Torneos de Grand Slam

### Finalista Individuales (3)
| Año  | Torneo             | Oponente en la final | Resultado   |
| 1966 | Campeonato Francés | Tony Roche           | 1-6 4-6 5-7 |